# 2MASS J01090918-4954532
2MASS J01090918-4954532 ist ein Brauner Zwerg im Sternbild Phönix.
Er wurde 2005 von Nicolas Lodieu et al. entdeckt. 2MASS J01090918-4954532 gehört der Spektralklasse L1 an. Seine Position verschiebt sich aufgrund seiner Eigenbewegung jährlich um 0,154 Bogensekunden.